# Баніти (село)
Баніти — колишнє село у Яворівському районі. Відселене 1947 року у зв'язку з утворенням Яворівського військового полігону. Поруч знаходяться колишні села Баси, Мала Вишенька, Микіщаки, Лютова, Калили.